# ابن لنکک
ابوالحسن محمد بن محمد بصری شهرت‌یافته به ابن لنکک (؟۹۷۰م) (نسب:ابوالحسن محمد بن محمد بن جعفر) شاعر هجوسرا و کاتب گردآور عرب عراقی بود. چیزی از زندگی‌اش معلوم نیست، جز اینکه معاصر متنبی بوده و به هجو او می‌پرداخته. به بغداد چند بار رفت و آنجا با ادبیات عربی بیشتر آشنا شد. بیشتر شعرهای او در شکایت از زمان و هجو شاعران معاصرینش است.  

## آثار
- او دیوان خبز أرزی را جمع کرد. رسالهٔ به نام فضلِ الوردِ علی النسرین نیز نگاشت.[۱]